# Toile miraculeuse
La Toile miraculeuse, aussi connue sous le nom de Toile Souveraine ou de « Toile du curé de Certilleux », est un ancien remède médical. À l'origine, la pommade souveraine figurait au codex des pharmaciens. Tombé dans l'oubli, ce remède fut transmis aux moines de Morimond par leurs confrères de Nuremberg. À la Révolution française, avant de fuir leur abbaye, les moines haut-marnais révélèrent leur secret au grand-père du futur abbé Bertrand, curé de Certilleux dans les Vosges. Ce dernier améliora le remède en y incorporant de la résine du Pérou à laquelle on attribue  des vertus cicatrisantes. Il allongea ensuite cette pommade sur une toile de coton pour en faire un pansement facilement utilisable : la toile souveraine était née. Victime de son succès, l'abbé fut convoqué devant le tribunal correctionnel de Neufchâteau en 1904 pour exercice illégal de la médecine. Acquitté, sa renommée dépassa très vite les frontières françaises ; de nombreux malades venaient chaque jour le consulter dans son presbytère. 
Par la suite, la Toile fut fabriquée et vendue par les Établissements Husson à Blevaincourt par Rozières-sur-Mouzon. Toutefois, un dernier procès en 1981 mit officiellement un terme à sa production et à sa commercialisation. Le principe actif du pansement, le minium (oxyde de plomb), était au cœur de la controverse : il avait notamment empoisonné un nourrisson dont la mère soignait les gerçures de ses seins avec la Toile.

## Littérature
La Toile Souveraine est mentionnée par Saint-Exupéry et dans l'encyclopédie des remèdes de Jean Palaiseul. 
Plus récemment, José-Luc Juppont, ancien journaliste originaire de Certilleux, a entrepris de retracer cette histoire à travers un roman historique.

## Pour approfondir